# Aka Iwa
Der Aka Iwa (japanisch 赤岩 ‚Roter Felsen‘) ist ein Hügel aus Pegmatit an der Kronprinz-Olav-Küste im ostantarktischen Königin-Maud-Land. Er ragt im Temmondai Rock auf.
Japanische Wissenschaftler entdeckten und benannten ihn am 24. November 1981 im Zuge hier durchgeführter geologischer Untersuchungen.